# Snögrinde
Snögrinde är ett naturreservat i Klinte socken i Region Gotland på Gotland.
Området är naturskyddat sedan 2018 och är 21,8 hektar stort. Reservatet består av betad kalkbarrskog.